# Gran Premio Villapadierna
El Gran Premio Villapadierna, también conocido como Derby Español, es uno de los grandes premios que se disputa desde 1952 en el Hipódromo de la Zarzuela de Madrid, durante la temporada de primavera, en el mes de mayo. La carrera está destinada a potros y potrancas de tres años sobre una distancia de 2.400 metros. 
Aunque la prueba es para potros y potrancas, normalmente las potrancas suelen disputar el Gran Premio Beamonte, y no es hasta el Gran Premio Villamejor cuando se enfrentan.
Es parte de la Triple Corona española para los potros junto al Gran Premio Cimera y al Gran Premio Villamejor.

## Palmarés[1][2][3]
| Gran Premio Villapadierna |                                                             |                                                             |                                                             |                                                             |                                                             |
| 2025                      | ESTRAUNZA (FR)                                              | Alejandro Gutiérrez Val                                     | Christian Delcher                                           | Cuadra Becares                                              | 2400m                                                       |
| 2024                      | TETUAN (SPA)                                                | Václav Janáček                                              | Guillermo Arizcorreta                                       | Yeguada Rocío                                               | 2400m                                                       |
| 2023                      | KOWALSKY (FR)                                               | Mario Enrique Fernández                                     | Christian Delcher                                           | Cuadra Agrado                                               | 2400m                                                       |
| 2022                      | WHITE KING (IRE)                                            | Václav Janáček                                              | Jorge Antonio Rodríguez                                     | Cuadra Martul                                               | 2400m                                                       |
| 2021                      | WHITE BAY (GB)                                              | Raúl Ramos                                                  | Román Martín Arranz                                         | Yeguada Valmodomus                                          | 2400m                                                       |
| 2020                      | ABU (SPA)                                                   | Jaime Gelabert                                              | Ioannes Osorio                                              | Cuadra Santa Bárbara                                        | 2400m                                                       |
| 2019                      | AXIOCO (SPA)                                                | Jaime Gelabert                                              | Ioannes Osorio                                              | Cuadra Duque de Alburquerque                                | 2400m                                                       |
| 2018                      | DON SANCHO (SPA)                                            | Václav Janáček                                              | Guillermo Arizkorreta                                       | Cuadra Sayago                                               | 2400m                                                       |
| 2017                      | WILD KING (GER)                                             | Jean Baptiste Hamel                                         | Ana Ímaz Ceca                                               | Cuadra Martul                                               | 2400m                                                       |
| 2016                      | NEMQUETEBA (FR)                                             | Jaime Gelabert                                              | Ioannes Osorio                                              | Cuadra Roberto Cocheteux                                    | 2400m                                                       |
| 2015                      | No se disputó esta edición                                  | No se disputó esta edición                                  | No se disputó esta edición                                  | No se disputó esta edición                                  | No se disputó esta edición                                  |
| 2014                      | ARKAITZ (SPA)                                               | José Luis Martínez                                          | Francisco Rodríguez                                         | Cuadra Di Benisichi                                         | 2400m                                                       |
| 2013                      | RILKE (SPA)                                                 | Jorge Horcajada                                             | Guillermo Arizcorreta                                       | Cuadra Claret                                               | 2400m                                                       |
| 2012                      | FORTUN (IRE)                                                | Jeremy Crocquevieille                                       | Juan Luis Maroto                                            | Cuadra La Toledana                                          | 2400m                                                       |
| 2011                      | AYANZ (GB)                                                  | Mirco Demuro                                                | Guillermo Arizcorreta                                       | Cuadra Quinto Real                                          | 2400m                                                       |
| 2010                      | PLANTAGENET (SPA)                                           | José Luis Borrego                                           | Guillermo Arizcorreta                                       | Cuadra Plantagenet                                          | 2400m                                                       |
| 2009                      | DOMESIDE (GB)                                               | Julien Grosjean                                             | Mauricio Delcher Sánchez                                    | Cuadra Safsaf                                               | 2400m                                                       |
| 2008                      | TSARABI (IRE)                                               | Borja Fayos                                                 | Ana Imaz Ceca                                               | Cuadra Martul                                               | 2400m                                                       |
| 2007                      | PREMIER GALOP (FR)                                          | Sylvain Hureau                                              | Christian Delcher                                           | Cuadra Zurraquin                                            | 2400m                                                       |
| 2006                      | PALAMOSS (IRE)                                              | Jorge Edgar Jarcovsky                                       | Iván Fierro                                                 | Cuadra Cascorro                                             | 2400m                                                       |
| 2005 - 1997               | No se disputó debido al cierre del Hipódromo de la Zarzuela | No se disputó debido al cierre del Hipódromo de la Zarzuela | No se disputó debido al cierre del Hipódromo de la Zarzuela | No se disputó debido al cierre del Hipódromo de la Zarzuela | No se disputó debido al cierre del Hipódromo de la Zarzuela |
| 1996                      | BATU (SPA)                                                  | Sergio Vidal                                                | Mauricio Delcher Poulies                                    | Cuadra Montsia                                              | 2400m                                                       |
| 1995                      | MADRILEÑO (IRE)                                             | José Luis Martínez                                          | Román Martín Sánchez                                        | Cuadra Madrileña                                            | 2400m                                                       |
| 1994                      | CUMBRALES (IRE)                                             | Florentino González                                         | Claudio Carudel                                             | Cuadra Bering                                               | 2400m                                                       |
| 1993                      | CULLINAN (SPA)                                              | Alberto Carrasco Sánchez                                    | Marcos Carrasco Iglesias                                    | Cuadra Santa Quiteria                                       | 2400m                                                       |
| 1992                      | TOBA (IRE)                                                  | Roman Martín Vidania                                        | Román Martín Sánchez                                        | Cuadra Madrileña                                            | 2400m                                                       |
| 1991                      | SERVANDO (USA)                                              | Cristóbal Medina                                            | Miguel Alonso Gómez                                         | Cuadra Marquesa de Santa Cruz de Paniagua                   | 2400m                                                       |
| 1990                      | AKELARRE (SPA)                                              | Alan Munro                                                  | José Luis de Salas                                          | Cuadra Lortenia                                             | 2400m                                                       |
| 1989                      | LA YEGUA (SPA)                                              | John Reid                                                   | Juan Campos                                                 | Cuadra Pérez del Amo                                        | 2400m                                                       |
| 1988                      | VICHISKY (GB)                                               | Ceferino Carrasco                                           | Miguel Alonso Gómez                                         | Cuadra Marquesa de Santa Cruz de Paniagua                   | 2400m                                                       |
| 1987                      | ADRIATICO (SPA)                                             | Francisco Rodríguez                                         | Bonifacio Vergara                                           | Cuadra El Vallecito                                         | 2400m                                                       |
| 1986                      | FINISSIMO (SPA)                                             | José Carlos Fernández Rodríguez                             | Juan Campos                                                 | Cuadra Duque de Alburquerque                                | 2400m                                                       |
| 1985                      | CHAYOTE (FR)                                                | John Reid                                                   | Juan Luis Maroto                                            | Cuadra José María Escriña                                   | 2400m                                                       |
| 1984                      | ARAMEO (SPA)                                                | Francisco Rodríguez                                         | Luis Maroto                                                 | Cuadra Raúl y J.L. Agulló                                   | 2400m                                                       |
| 1983                      | ZALDUENDO (SPA)                                             | Florentino González                                         | Adolfo Gómez                                                | Yeguada Militar                                             | 2400m                                                       |
| 1982                      | BREZO (SPA)                                                 | Claudio Carudel                                             | Fulgencio de Diego                                          | Cuadra Rosales                                              | 2400m                                                       |
| 1981                      | TAWIL (SPA)                                                 | Ceferino Carrasco                                           | A. Jacoby                                                   | Cuadra Ibiza                                                | 2400m                                                       |
| 1980                      | NUMBER ONE (SPA)                                            | Claudio Carudel                                             | Fulgencio de Diego                                          | Cuadra Rosales                                              | 2400m                                                       |
| 1979                      | TUCUMAN (SPA)                                               | Claudio Carudel                                             | Fulgencio de Diego                                          | Cuadra Rosales                                              | 2400m                                                       |
| 1978                      | BARILONE (SPA)                                              | Claudio Carudel                                             | Fulgencio de Diego                                          | Cuadra Rosales                                              | 2400m                                                       |
| 1977                      | MANET (SPA)                                                 | Pat Eddery                                                  | Juan Jesús Ceca                                             | Cuadra Pascualete                                           | 2400m                                                       |
| 1976                      | EL CAMPILLO (SPA)                                           | Cristóbal Medina                                            | Mauricio Delcher Poulies                                    | Cuadra Nicholas Biddle                                      | 2400m                                                       |
| 1975                      | DUAL SEA (SPA)                                              | Claudio Carudel                                             | Fulgencio de Diego                                          | Cuadra Rosales                                              | 2400m                                                       |
| 1974                      | CHACAL (IRE)                                                | Claudio Carudel                                             | Fulgencio de Diego                                          | Cuadra Rosales                                              | 2400m                                                       |
| 1973                      | ROCHETTO (SPA)                                              | Cristóbal Medina                                            | Julián Abascal                                              | Cuadra Escorial                                             | 2400m                                                       |
| 1972                      | NARRALY (GB)                                                | Claudio Carudel                                             | Fulgencio de Diego                                          | Cuadra Rosales                                              | 2400m                                                       |
| 1971                      | TRAVERTINE (FR)                                             | Claudio Carudel                                             | Fulgencio de Diego                                          | Cuadra Rosales                                              | 2400m                                                       |
| 1970                      | HYPOCRATE (FR)                                              | Román Martín Sánchez                                        | Fernando Gazapo                                             | Cuadra Fierro                                               | 2400m                                                       |
| 1969                      | EL SANTO (SPA)                                              | Adolfo Barderas                                             | Enrique Romera Prieto                                       | Yeguada Figueroa                                            | 2400m                                                       |
| 1968                      | DONAGUA (SPA)                                               | José Antonio Borrego                                        | Jesús Méndez                                                | Cuadra Conde de Villapadierna                               | 2400m                                                       |
| 1967                      | MASPALOMAS (SPA)                                            | Ceferino Carrasco                                           | Juan Luis Barreiro                                          | Cuadra Marqués de la Florida                                | 2400m                                                       |
| 1966                      | GRAN CANARIA (FR)                                           | Claudio Carudel                                             | Juan Luis Barreiro                                          | Cuadra Marqués de la Florida                                | 2400m                                                       |
| 1965                      | DAMASCO (SPA)                                               | Claudio Carudel                                             | Georges Higson                                              | Cuadra Esperanza                                            | 2400m                                                       |
| 1964                      | FENICIO II (SPA)                                            | Mauricio Delcher Poulies                                    | José Perelli                                                | Cuadra Antonio Blasco                                       | 2400m                                                       |
| 1963                      | TACORA (FR)                                                 | Jean Claude Majerus                                         | Rafael Ribas                                                | Cuadra Barreiros                                            | 2400m                                                       |
| 1962                      | ANGLO (SPA)                                                 | Claude Charles Fichet                                       | Álvaro Díez                                                 | Cuadra Barreiros                                            | 2400m                                                       |
| 1961                      | CAPORAL (SPA)                                               | Reginald Perkins                                            | Reginald Perkins                                            | Yeguada Figueroa                                            | 2400m                                                       |
| 1960                      | NEMBUTAL (FR)                                               | Claudio Carudel                                             | Jesús Méndez                                                | Cuadra Ramón Beamonte                                       | 2400m                                                       |
| 1959                      | WILDSUN (FR)                                                | Claudio Carudel                                             | Jesús Méndez                                                | Cuadra Ramón Beamonte                                       | 2400m                                                       |
| 1958                      | TERRE DE FRANCE (FR)                                        | Antonio Balcones                                            | Jesús Méndez                                                | Cuadra José Luis Carrera                                    | 2400m                                                       |
| 1957                      | SULTAN EL YAGO (SPA)                                        | Ponciano Polo                                               | Antonio García Prieto                                       | Cuadra Antonio Blasco                                       | 2400m                                                       |
| 1956                      | CAPELAN (FR)                                                | José Perelli                                                | Federico García                                             | Cuadra Ramón Beamonte                                       | 2400m                                                       |
| 1955                      | PIRATA (SPA)                                                | Victoriano Jiménez                                          | Francisco Cadenas                                           | Yeguada de Quintos                                          | 2400m                                                       |
| 1954                      | RED MILL (FR)                                               | Álvaro Díez                                                 | Vicente Díez                                                | Yeguada Jagua                                               | 2400m                                                       |
| 1953                      | PERALTA (SPA)                                               | Victoriano Jiménez                                          | Francisco Cadenas                                           | Cuadra Tomas de Ybarra                                      | 2400m                                                       |
| 1952                      | AYUCO (SPA)                                                 | Álvaro Díez                                                 | Vicente Díez                                                | Yeguada Figueroa                                            | 2400m                                                       |